# Pella (Iowa)
Pella és una població dels Estats Units a l'estat d'Iowa. Segons el cens del 2000 tenia 9.832 habitants.

## Demografia
Segons el cens del 2000, Pella tenia 9.832 habitants, 3.497 habitatges, i 2.395 famílies. La densitat de població era de 555 habitants/km².
Dels 3.497 habitatges en un 30,2% hi vivien nens de menys de 18 anys, en un 61,5% hi vivien parelles casades, en un 5,4% dones solteres, i en un 31,5% no eren unitats familiars. En el 28,2% dels habitatges hi vivien persones soles el 13,8% de les quals corresponia a persones de 65 anys o més que vivien soles. El nombre mitjà de persones vivint en cada habitatge era de 2,4 i el nombre mitjà de persones que vivien en cada família era de 2,95.
Per edats la població es repartia de la següent manera: un 21,6% tenia menys de 18 anys, un 17,6% entre 18 i 24, un 23,6% entre 25 i 44, un 18,7% de 45 a 60 i un 18,5% 65 anys o més.
L'edat mediana era de 35 anys. Per cada 100 dones de 18 o més anys hi havia 88,6 homes.
La renda mediana per habitatge era de 45.496 $ i la renda mediana per família de 56.321 $. Els homes tenien una renda mediana de 40.344 $ mentre que les dones 25.833 $. La renda per capita de la població era de 19.674 $. Entorn del 3,2% de les famílies i el 7,7% de la població estaven per davall del llindar de pobresa.

## Poblacions més properes
El següent diagrama mostra les poblacions més properes.